# Trichoniscus scheerpeltzi
Trichoniscus scheerpeltzi là một loài chân đều trong họ Trichoniscidae. Loài này được Strouhal miêu tả khoa học năm 1958.